# Бюв
Бюв (на шведски: Bjuv) е град в южна Швеция, лен Сконе. Главен административен център на едноименната община Бюв. Разположен е на 10 km от северния бряг на пролива Йоресун. Намира се на около 460 km на югозапад от столицата Стокхолм и на 10 km на север от Хелсингбори. Има жп гара. Населението на града е 6832 жители според данни от преброяването през 2010 г.